# Vaspondrók
A vaspondrók, más néven vasférgek vagy vaskukacok (Julida) az ízeltlábúak (Arthropoda) törzsébe, azon belül az ikerszelvényesek (Diplopoda) osztályába tartozó állatrend. 
A vaspondrók népi elnevezése valószínűleg kemény, meszes és vasszerű gyűrűs vázukra utal, és valójában ezek az állatok nem pondrók.
Az ikerszelvényesek fajokban leggazdagabb rendjét alkotják. Fajaik jelentős részét azonban csak szakemberek képesek megkülönböztetni, külső alakjuk ugyanis nagyon hasonló. A vaspondrók táplálkozásukkal fertőtlenítő tevékenységet is végeznek, ami a szemétben előnyös is.

## Előfordulásuk
Európa keleti részéből kerültek Magyarországra. Az Alföld homokos talajain gyakran előfordulnak, de a domb- és hegyvidéki rétek és legelők déli lejtőin is élnek. Néha nagy egyedszámban fordulnak elő és ilyenkor vándorolnak. Az alföldi száraz, csenkeszes és árvalányhajas rétek, valamint borókások az elsődleges előfordulási helyei. Nagyobb számban, akár tömegesen is megtalálhatók a szárazabb, füves részeken, akácosokban, komposztálókban és parlagon hagyott területeken is. A vaspondrók felszaporodásához kedvező környezetet nyújthatnak a parlagföldek, a bomló szerves anyaggal feltöltődött árkok, a szeméttelepek.

## Leírásuk
Kivétel nélkül hengeres testűek, ikerszelvényeiken nincsenek szárnyszerű oldalnyúlványok, mintázatuk csak hosszanti sávokból áll. Testhosszuk igen különböző lehet, 4 mm hosszúságúak is akadnak, de vannak olyanok, amik elérhetik akár a 300 millimétert is. A kifejlett példányok teste mindig több mint 40 szelvényből áll, de a szelvények száma fajon belül is változhat, egész életük során vedlenek és szelvényszámuk növekszik. A szelvények keresztmetszete mindig kör alakú. A váz haslemezei összeforrtak a hátlemezekkel, ezért az ikerszelvények egységes, tökéletes gyűrűket alkotnak. A hetedik testszelvényen vagy mind a két láb párzólábbá alakult át, vagy pedig csak az első módosult párzólábbá, ekkor a mögötte lévő lábpár hiányzik. Minden fajuknak vannak védekezésre szolgáló mirigyei, amelyek segítségével kellemetlen szagot áraszthatnak, ezek az ötödik vagy a hatodik szelvényükön kezdődnek és a test végéig valamennyi ikerszelvényén megtalálhatók. Szemeik rendszerint vannak, ezzel szemben Tömösváry-szerveik nincsenek.

## Életmódjuk
Korhadékevők, elhalt növényi anyagokkal, avarral, fatörmelékkel táplálkoznak, fontos szerepük van a humifikációs folyamatokban. Évente kétszer, tavasszal és ősszel raknak petét. Több fejlődési állapot után lesznek ivarérettek, megjelenésük és felszaporodásuk között tehát több év telik el, ezért a szaporodási csúcsok is több évig húzódhatnak el.

## Inváziójuk
A vaspondrók időnként tömegesen jelennek meg, az egyik legnagyobb hazai inváziójuk 1995 őszén, Balassagyarmaton volt. Augusztus végétől október elejéig minden este elözönlötték a házakat. Közvetlen kártételük, hogy túlszaporodva megrághatták a konyhakerti veteményeket. A lakók többféle módszerrel is próbálták őket távol tartani, a legkevésbé a meszezés működött, a rovarirtók közepesen hatékonyak voltak, a legeredményesebb a gázlánggal való pörkölés volt, amely látványosan megsemmisítette a vaspondrókat. Az invázió a téli hónapokra lecsendesedett, de tavasszal újból kezdődött, majd a nyár beköszöntével véget ért, és 1996 őszén már nem kezdődött újra.

## Rendszerezésük

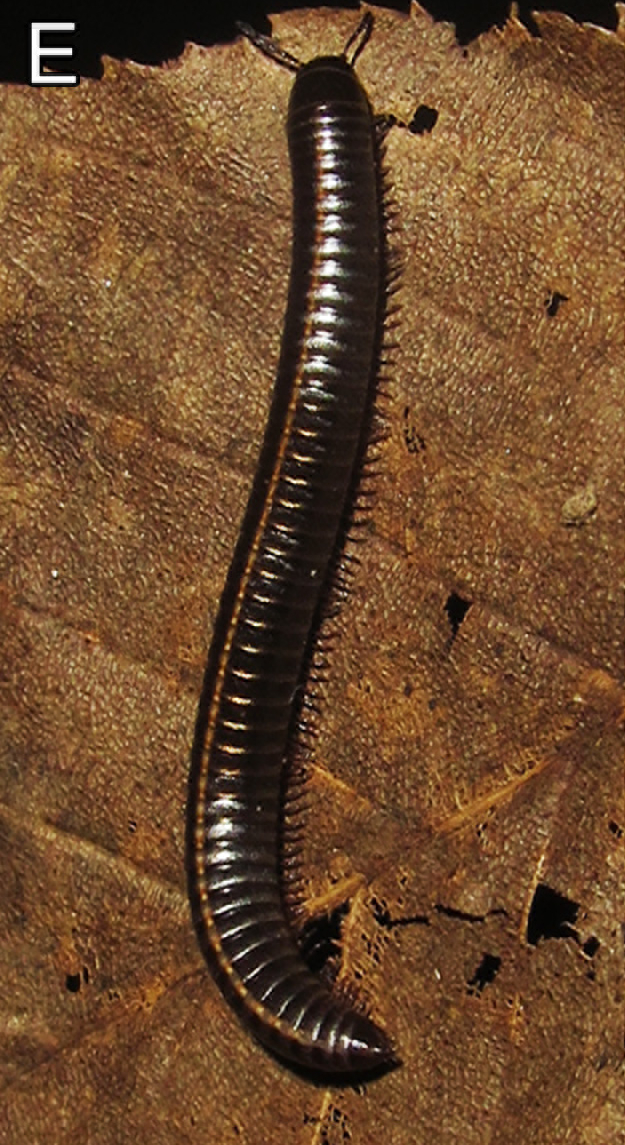
A egyvonalas vaspondró (Megaphyllum unilineatum) a Magyarországon legelterjedtebb vasféregfaj

A vaspondrók rendjének megközelítőleg 750 fajuk van, melyek a következő szupercsaládokba és családokba tartoznak:
Blaniuloidea C. L. Koch, 1847
- Törékeny vaspondrók (Blaniulidae) C. L. Koch, 1847
- Galliobatidae Brolemann, 1921
- Okeanobatidae Verhoeff, 1942
- Zosteractinidae Loomis, 1943

Juloidea Leach, 1814
- Vaspondrófélék (Julidae) Leach, 1814
- Rhopaloiulidae Attems, 1926
- Trichoblaniulidae Verhoeff, 1911
- Trichonemasomatidae Enghoff, 1991

Nemasomatoidea Bollman, 1893
- Chelojulidae Enghoff, 1991
- Nemasomatidae Bollman, 1893
- Pseudonemasomatidae Enghoff, 1991
- Telsonemasomatidae Enghoff, 1991

Paeromopodoidea Cook, 1895
- Aprosphylosomatidae Hoffman, 1961
- Paeromopodidae Cook, 1895

Parajuloidea Bollman, 1893
- Mongoliulidae Pocock, 1903
- Parajulidae Bollman, 1893

## Képtár

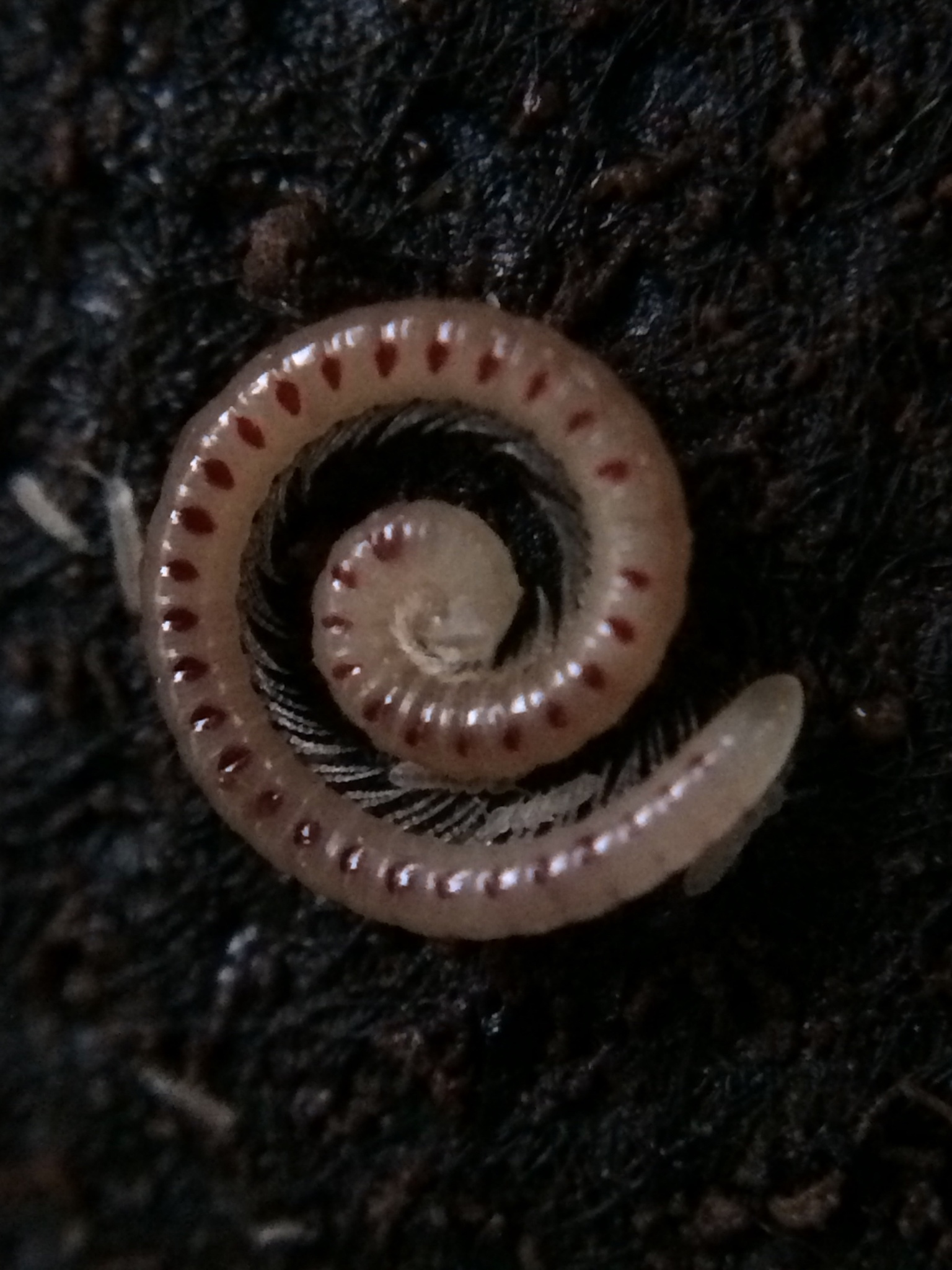
Televény vaspondró (Blaniulus guttulatus)
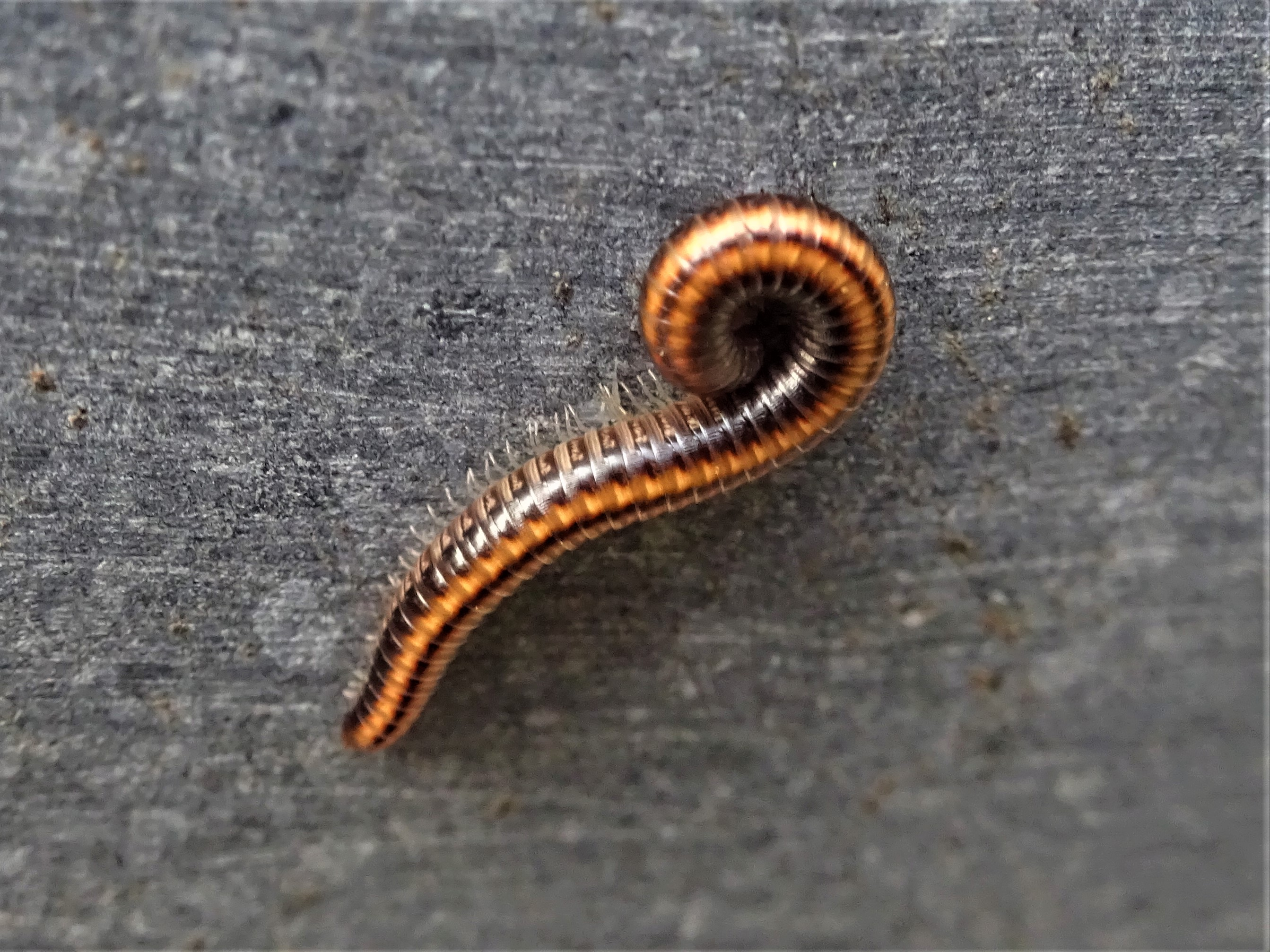
Homoki vaspondró (Ommatoiulus sabulosus)
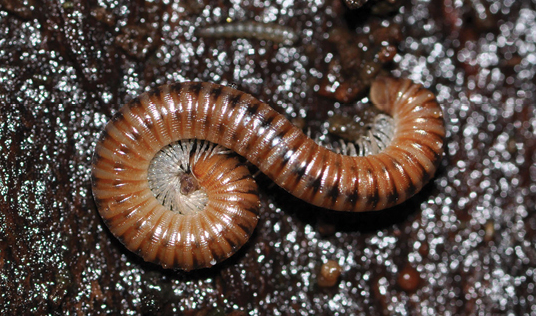
Farkatlan vaspondró (Cylindroiulus boleti)
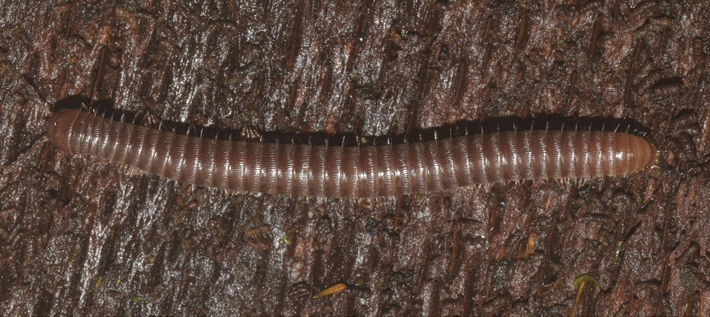
Horgas vaspondró (Unciger foetidus)
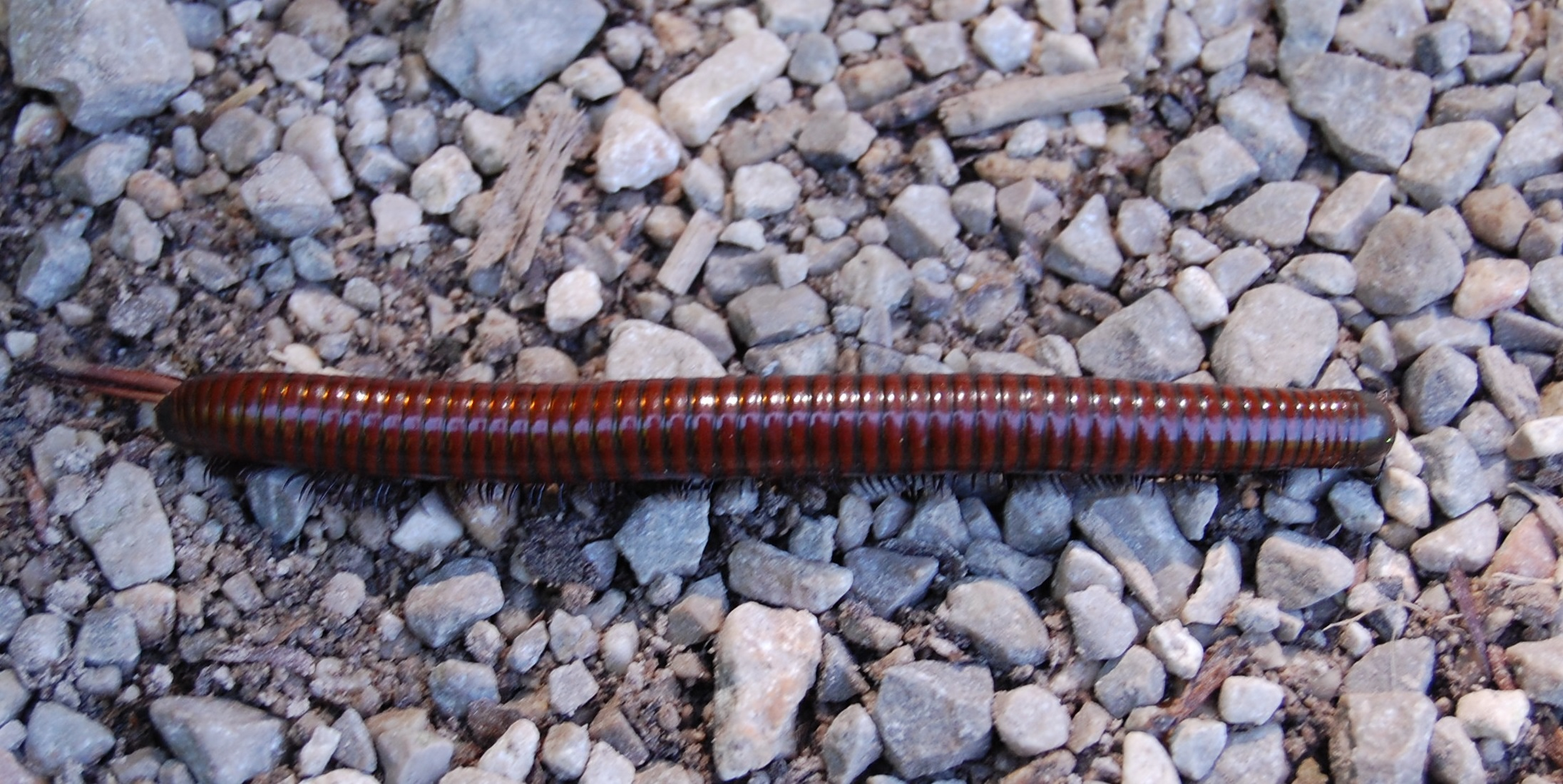
Magyar vaspondró (Pachyiulus hungaricus)
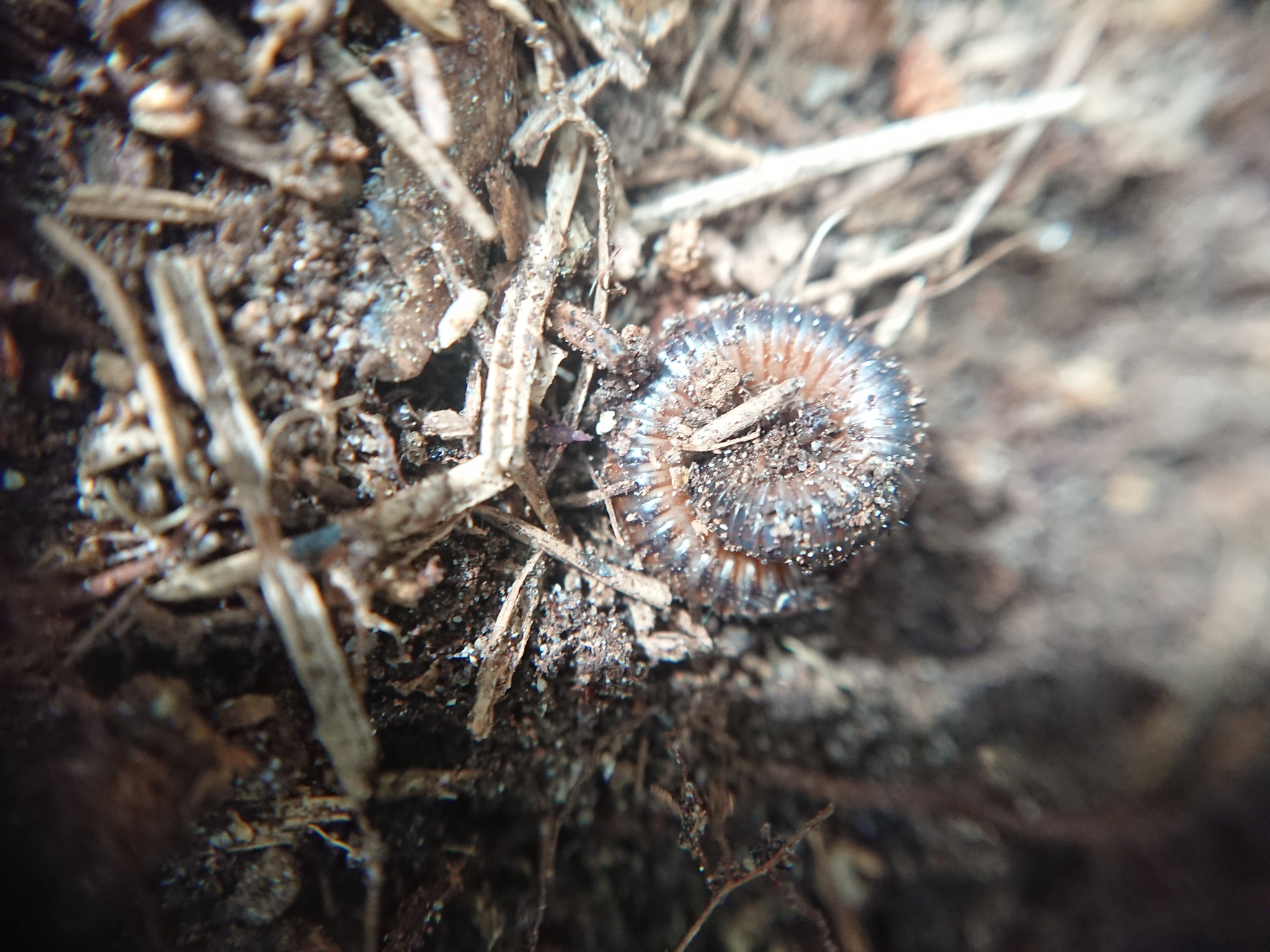
Erdei vaspondró (Megaphyllum projectum)